# Neoempheria subfallax
Neoempheria subfallax är en tvåvingeart som beskrevs av Coher 1959. Neoempheria subfallax ingår i släktet Neoempheria och familjen svampmyggor. Inga underarter finns listade i Catalogue of Life.